# Kop (Einheit)
Kop oder Koppe (für Kopf) war ein niederländisches Getreidemaß. Es ist zwischen dem alten und dezimalen Kop zu unterscheiden.

## Alter Kop
- 1 Kop = 42 13/24 Pariser Kubikzoll = 21/25 Liter
- 8 Koppen = 1 Vierdevat/Vierfaß
- 32 Koppen = 1Scheepel/Scheffel
- 96 Koppen = 1 Sack
- 128 Koppen = 1 Mudde
- 3456 Koppen = 1 Last

## Dezimaler Kop
- 1 Kop = 50 2/5 Pariser Kubikzoll = 1 Liter
- ½ Kop = 1 Demiliter = 10 Maatje/Mäßchen (Deziliter)
- 10 Kop =  1 Scheffel (niederl.) oder Dekaliter.
- 20 Kop = 1 Doppelscheffel
- 100 Kop = 1 Mudde
- 3000 Kop =  1 Last

## Alter preußischer Kop
Vor der Einführung der preußischen Maße gab es auch in Aachen (Rheinprovinz) das Getreidemaß Kop.
- 1 Kop = 311 4/9 Pariser Kubikzoll = 6 4/25  Liter
- 4 Kop = 1 Fass
- 24 Kop = 1 Malter